# Ruchna
Ruchna – wieś w Polsce położona w województwie mazowieckim, w powiecie węgrowskim, w gminie Liw. Ma status sołectwa.
| SIMC    | Nazwa            | Rodzaj    |
| ------- | ---------------- | --------- |
| 0678050 | Bierutowo        | część wsi |
| 0678067 | Budki            | część wsi |
| 0678073 | Kolonia Ruchenka | część wsi |
| 0678080 | Kolonia Ruchna   | część wsi |

Do 1954 roku istniała gmina Ruchna. W latach 1975–1998 miejscowość administracyjnie należała do województwa siedleckiego.
Ruchna była częścią włości węgrowskiej, która należała do Radziwiłłów, w następnych latach władały nią inne możne rody: Ossolińscy, Stanisław Kicki, czy ród Łubieńskich.
Za czasów Stanisława Łubieńskiego powstał w Ruchnie wyjątkowy park dworski, zaprojektowany przez Waleriana Kronenberga.
Wieś jest siedzibą rzymskokatolickiej parafii Najświętszej Maryi Panny Matki Kościołaj.

## Osoby związane z Ruchną
W Ruchnie urodziła się matka Marii Curie Skłodowskiej. W Ruchnie mieszka znana tkaczka i artystka ludowa Małgorzata Pepłowska.